# Michel Grant
Michel Ivor William Grant (ur. 14 lutego 1958 w Sztokholmie) – szwedzki judoka. Dwukrotny olimpijczyk. Zajął dwunaste miejsce w Los Angeles 1984 i siedemnaste w Moskwie 1980. Walczył w wadze półśredniej i średniej.
Uczestnik mistrzostw świata w 1979 i 1981. Drugi na akademickich MŚ w 1977. Zdobył cztery medale mistrzostw nordyckich. 

## Letnie Igrzyska Olimpijskie 1980
| Konkurencja | Eliminacje                   | Klas. końcowa |
| Konkurencja | Przeciwnik I                 | Miejsce       |
| ----------- | ---------------------------- | ------------- |
| 78 kg       | Carlos Alberto Cunha (BRA) P | 17.           |

## Letnie Igrzyska Olimpijskie 1984
| Konkurencja | Eliminacje             | Klas. końcowa |
| Konkurencja | Przeciwnik I           | Miejsce       |
| ----------- | ---------------------- | ------------- |
| 86 kg       | Wálter Carmona (BRA) P | 12.           |